# Man-Sized Wreath
«Man-Sized Wreath» es la segunda pista y el tercer sencillo del álbum Accelerate, de la banda estadounidense R.E.M. El sencillo fue lanzado el 11 de agosto de 2008 y solo por Internet. El videoclip de la canción fue realizado por la empresa Crush Inc., con base en Toronto, la misma que realizó el videoclip de «Hollow Man».

## Lista de canciones
1. «Man-Sized Wreath» – 2:32
2. «Living Well Jesus Dog» – 4:21
3. «Mr. Richards (Live in Vancouver)» – 3:54